# Anna Charitonowa
Anna Igoriewna Charitonowa (ros. Анна Игоревна Харитонова, ur. 12 marca 1985) – rosyjska judoczka i sambistka. Olimpijka z Pekinu 2008, gdzie zajęła piętnaste miejsce w wadze półlekkiej.
Uczestniczka mistrzostw świata w 2010 i 2011. Startowała w Pucharze Świata w latach 2004–2008, 2010, 2011. Srebrna medalistka mistrzostw Europy w drużynie w 2005. Mistrzyni igrzysk wojskowych w 2007 i w 2015. Trzy złote medale na MŚ wojskowych. Mistrzyni Rosji w 2010; trzecia w 2006, 2008, 2009 i 2011 roku.
Mistrzyni świata w sambo 2013 i druga w 2014, 2016, 2017 i trzecia w 2015. Mistrzyni uniwersjady w 2013 i mistrzyni Europy w 2013 roku.

## Letnie Igrzyska Olimpijskie 2008
| Konkurencja | Eliminacje             | Klas. końcowa |
| Konkurencja | Przeciwnik I           | Miejsce       |
| ----------- | ---------------------- | ------------- |
| 52 kg       | Telma Monteiro (POR) P | 15.           |